# Iwakuni
Iwakuni (japonsky 岩国市, Iwakuni-ši) je město v prefektuře Jamaguči v Japonsku. K roku 2017 mělo zhruba 133 tisíc obyvatel.

## Poloha
Iwakuni leží na řece Nišiki na jižním pobřeží ostrova Honšú. Z administrativního hlediska patří do prefektury Jamaguči v oblasti Čúgoku.
Východní okraj Iwakuni tvoří na jihu pobřeží Vnitřního moře, uprostřed hranice s rozlohou malým městem Waki (rovněž v prefektuře Jamaguči) a na severu hranice s městy Ótake a Hacukaiči v prefektuře Hirošima. Severní okraj Iwakuni je tvořen hranicí s prefekturou Šimane, přesněji s jejími městy Masudou a Jošikou. Západní a jižní okraj tvoří hranice v rámci prefektury Jamaguči, kde jsou sousední města Janai, Hikari, Šúnan a Tabuse.

## Dějiny
Status města získalo Iwakuni v rámci správní reformy v roce 1940.

### Rodáci
- Heisuke Hironaka (*1931), matematik